# Badminton-Europameisterschaft 1990
Die 12. Badminton-Europameisterschaften fanden vom 8. bis zum 14. April 1990 in der kleinen Arena des Lenin-Zentral-Stadions in Moskau, UdSSR, statt. Sie wurden von der European Badminton Union und der Sowjetischen Badminton Föderation ausgerichtet. Vom 8. bis zum 10. April wurden die Teamwettkämpfe ausgetragen, danach fanden ab 11. April die Einzelwettkämpfe statt.

## Medaillengewinner
| Disziplin    | Gold | Silber | Bronze |
| ------------ | --- | --- | --- |
| Herreneinzel | Steve Baddeley | Darren Hall | Steve Butler |
| Herreneinzel | Steve Baddeley | Darren Hall | Poul-Erik Høyer Larsen |
| Dameneinzel  | Pernille Nedergaard | Fiona Smith | Helen Troke |
| Dameneinzel  | Pernille Nedergaard | Fiona Smith | Christine Magnusson |
| Herrendoppel | Jan Paulsen Henrik Svarrer | Max Gandrup Thomas Lund | Mikael Rosén Peter Axelsson                                                                                                   |
| Herrendoppel | Jan Paulsen Henrik Svarrer | Max Gandrup Thomas Lund | Pierre Pelupessy Alex Meijer                                                                                                  |
| Damendoppel  | Dorte Kjær Nettie Nielsen | Eline Coene Erica van Dijck | Gillian Gowers Gillian Clark                                                                                                  |
| Damendoppel  | Dorte Kjær Nettie Nielsen | Eline Coene Erica van Dijck | Maria Bengtsson Christine Magnusson                                                                                           |
| Mixed        | Jon Holst-Christensen Grete Mogensen | Jan-Eric Antonsson Maria Bengtsson | Jan Paulsen Gillian Gowers |
| Mixed        | Jon Holst-Christensen Grete Mogensen | Jan-Eric Antonsson Maria Bengtsson | Jesper Knudsen Lotte Olsen |
| Teams        | Dänemark Morten Frost Max Gandrup Jon Holst-Christensen Poul-Erik Høyer Larsen Jesper Knudsen Thomas Lund Jan Paulsen Henrik Svarrer Dorte Kjær Kirsten Larsen Grete Mogensen Pernille Nedergaard Nettie Nielsen Lotte Olsen | Schweden Jan-Eric Antonsson Peter Axelsson Pär-Gunnar Jönsson Jens Olsson Mikael Rosén Catrine Bengtsson Maria Bengtsson Christine Magnusson | England Steve Baddeley Steve Butler Darren Hall Nick Ponting Dave Wright Gillian Clark Gillian Gowers Fiona Smith Helen Troke |

## Herreneinzel

### 1. Runde
- Steve Baddeley –  David Gilmour 15–7 15–3
- Jyri Aalto –  Thomas Mundt 15–4 15–4
- Andrei Antropow –  Michael Helber 15–4 15–2
- Pierre Pelupessy –  Broddi Kristjánsson 15–10 15–8
- Poul-Erik Høyer Larsen –  Lasse Lindelöf 15–7 15–1
- Stephan Kuhl –  Jürgen Koch 15–14 15–4
- Peter Axelsson –  Erik Lia 15–4 15–1
- Anders Nielsen –  Alan McMillan 15–2 15–4
- Darren Hall –  Klaus Fischer 15–4 15–6
- Pawel Uwarow –  Kevin Scott 15–3 15–11
- Pontus Jäntti –  Jonas Herrgardh 15–3 15–12
- Erik Meijer –  Volker Renzelmann 15–9 15–10
- Steve Butler –  Hans Sperre 15–10 15–12
- Chris Bruil –  Robert Neumann 15–11 15–6
- Jens Olsson –  Morten Frost 18–16 18–16
- Vitaliy Shmakov –  Jacek Hankiewicz 15–8 15–11

### Achtelfinale
- Steve Baddeley –  Jyri Aalto 15–5 15–3
- Andrei Antropow –  Pierre Pelupessy 15–7 15–7
- Poul-Erik Høyer Larsen –  Stephan Kuhl 15–11 15–2
- Peter Axelsson –  Anders Nielsen 15–6 15–13
- Darren Hall –  Pawel Uwarow 15–7 15–11
- Pontus Jäntti –  Erik Meijer 15–2 15–5
- Steve Butler –  Chris Bruil 17-16 9–15 15–11
- Jens Olsson –  Vitaliy Shmakov 15–2 13–15 15–7

### Viertelfinale
- Steve Baddeley –  Andrei Antropow 15–8 15–8
- Poul-Erik Høyer Larsen –  Peter Axelsson 15–5 15–8
- Darren Hall –  Pontus Jäntti 15–10, 10–15, 15–6
- Steve Butler –  Jens Olsson 1–15 17–14 15–12

### Halbfinale
- Steve Baddeley –  Poul-Erik Høyer Larsen 15–10 0–15 15–11
- Darren Hall –  Steve Butler 15–7 15–8

### Finale
- Steve Baddeley –  Darren Hall 11–15 15–3 15–7

## Dameneinzel

### 1. Runde
- Pernille Nedergaard –  Anne Gibson 11–9 11–2
- Charlotta Wihlborg –  Anne-Katrin Seid 11–1 11–0
- Elena Rybkina –  Monique Hoogland 11–6 11–1
- Suzanne Louis-Lane –  Sigrun Ploner 11–6 11–0
- Helen Troke –  Diana Koleva w.o.
- Katrin Schmidt –  Beata Syta 11–3 11–0
- Vlada Chernyavskaya –  Sandra Dimbour 11–1 11–1
- Eline Coene –  Catrine Bengtsson 11–6 11–7
- Fiona Smith –  Elinor Allen 11–6 11–2 11–3
- Ciara Doheny –  Kristiina Tainio-Pesonen 11–1 11–0
- Irina Serova –  Astrid van der Knaap 11–4 11–1
- Margit Borg –  Kerstin Ubben 11–4 12–11
- Christine Magnusson –  Christine Skropke 11–12 11–7 11–6
- Natalya Ivanova –  Monika Cassens 10–12 11–4 11–5
- Kirsten Larsen –  Erica van Dijck 11–4 11–5
- Joanne Muggeridge –  Wioletta Wilk 11–1 11–7

### Achtelfinale
- Pernille Nedergaard –  Charlotta Wihlborg 11–5 11–8
- Elena Rybkina –  Suzanne Louis-Lane 11–0, 8–11, 11–8
- Helen Troke –  Katrin Schmidt 12–11 11–3
- Vlada Chernyavskaya –  Eline Coene 11–4 4–11 12–10
- Fiona Smith –  Ciara Doheny 11–2 11–3
- Irina Serova –  Margit Borg 11–1 11–2
- Christine Magnusson –  Natalya Ivanova 12–10 11–7
- Kirsten Larsen –  Joanne Muggeridge 11–5 12–10

### Viertelfinale
- Pernille Nedergaard –  Elena Rybkina 11–4 6–11 12–10
- Helen Troke –  Vlada Chernyavskaya 11–3 11–5
- Fiona Smith –  Irina Serova 11–3 11–3
- Christine Magnusson –  Kirsten Larsen 2–11 11–4 11–0

### Halbfinale
- Pernille Nedergaard –  Helen Troke 11–2 11–6
- Fiona Smith –  Christine Magnusson 11–3 11–1

### Finale
- Pernille Nedergaard –  Fiona Smith 5–11 12–10 4–0 ret.

## Herrendoppel

### 1. Runde
- Henrik Svarrer /  Jan Paulsen –  Piotr Mazur /  Dariusz Zięba 15–2 15–1
- Christophe Jeanjean /  Etienne Thobois –  Holger Wippich /  Klaus Fischer 15–4 15–11
- Vitaliy Shmakov /  Nikolai Sujew –  Tamás Gebhard /  Attila Nagy 15–5 15–1
- David Gilmour /  Alan McMillan –  Hubert Müller /  Thomas Wapp 13–15 15–11 15–10
- Alex Meijer /  Pierre Pelupessy –  Mark Richards /  Andrew Spencer 15–1 15–5
- Thomas Mundt /  Kai Abraham –  Peter Ferguson /  Michael O’Meara 15–11 15–7
- Jan-Eric Antonsson /  Pär-Gunnar Jönsson –  Lasse Lindelöf /  Robert Liljequist 15–3 15–5
- Robert Neumann /  Stefan Frey –  Jan de Mulder /  Filip Vigneron 15–6 15–7
- Max Gandrup /  Thomas Lund –  Stephen Yates /  Philip Sutton w.o.
- Michael Keck /  Stephan Kuhl –  Michael Watt /  Liam McKenna 15–8 15–4
- Andrei Antropow /  Sergey Sevryukov –  David Pose /  David Serrano 15–2 15–0
- Trond Wåland /  Thore Næss –  Stojan Ivantchev /  Boris Lalov 15–6 15–6
- Mikael Rosén /  Peter Axelsson –  Pedro Vanneste /  Alain de Leeuw 15–7 15–3
- Dan Travers /  Kenny Middlemiss –  Tony Tuominen /  Jyri Aalto 15–6 15–6
- Nick Ponting /  Dave Wright –  Franck Panel /  Stéphane Renault 15–5 15–1
- Jerzy Dołhan /  Jacek Hankiewicz –  Harald Koch /  Hannes Fuchs 13–15 18–17 15–12

### Achtelfinale
- Henrik Svarrer /  Jan Paulsen –  Christophe Jeanjean /  Etienne Thobois 15–2 15–7
- Vitaliy Shmakov /  Nikolai Sujew –  David Gilmour /  Alan McMillan 15–2 15–5
- Alex Meijer /  Pierre Pelupessy –  Thomas Mundt /  Kai Abraham 15–7 15–9
- Jan-Eric Antonsson /  Pär-Gunnar Jönsson –  Robert Neumann /  Stefan Frey 15–7 15–11
- Max Gandrup /  Thomas Lund –  Michael Keck /  Stephan Kuhl 15–12 15–3
- Andrei Antropow /  Sergey Sevryukov –  Trond Wåland /  Thore Næss 15–6 15–10
- Mikael Rosén /  Peter Axelsson –  Dan Travers /  Kenny Middlemiss 15–4 17–14
- Nick Ponting /  Dave Wright –  Jerzy Dołhan /  Jacek Hankiewicz 15–1 15–7

### Viertelfinale
- Henrik Svarrer /  Jan Paulsen –  Vitaliy Shmakov /  Nikolai Sujew 15–11 17–14
- Alex Meijer /  Pierre Pelupessy –  Jan-Eric Antonsson /  Pär-Gunnar Jönsson 15–11 15–12
- Max Gandrup /  Thomas Lund –  Andrei Antropow /  Sergey Sevryukov 15–8 15–7
- Mikael Rosén /  Peter Axelsson –  Nick Ponting /  Dave Wright 18–16 15–3

### Halbfinale
- Henrik Svarrer /  Jan Paulsen –  Alex Meijer /  Pierre Pelupessy 15–8 15–10
- Max Gandrup /  Thomas Lund –  Mikael Rosén /  Peter Axelsson 15–10 6–15 15–6

### Finale
- Henrik Svarrer /  Jan Paulsen –  Max Gandrup /  Thomas Lund 17–16 15–6

## Damendoppel

### 1. Runde
- Dorte Kjær /  Nettie Nielsen –  Diana Filipova /  Diana Koleva w.o.
- Irina Serova /  Svetlana Belyasova –  Cristina González /  Esther Sanz 15–2 15–1
- Kirsten Schmieder /  Katrin Schmidt –  Sian Williams /  Hilary Tarleton 15–12 15–7
- Camilla Silwer /  Marianne Wikdal –  Wioletta Wilk /  Katarzyna Krasowska 15–4 15–13
- Christine Magnusson /  Maria Bengtsson –  Christine Jacobs /  Marie Christine Donnay 15–3 15–4
- Ciara Doheny /  Ann O’Sullivan –  Adela Šimurková /  Ludmila Šimáková 15–9 15–5
- Elinor Allen /  Jennifer Allen –  Nina Sundberg /  Susanna Dahlberg 15–1 15–4
- Petra Michalowsky /  Monika Cassens –  Sandra Dimbour /  Elodie Mansuy 15–3 15–0
- Eline Coene /  Erica van Dijck –  Csilla Fórián /  Andrea Dakó 15–3 15–2
- Carol Munster /  Maeve Moynihan –  Neli Nedyalkova /  Emilia Dimitrova 15–8 15–8
- Lotte Olsen /  Grete Mogensen –  Kerstin Ubben /  Christine Skropke 15–4 15–10
- Margitta Borg /  Charlotta Wihlborg –  Beata Syta /  Bożena Haracz 15–0 15–4
- Gillian Clark /  Gillian Gowers –  Anne Gibson /  Alison Gordon 15–0 15–3
- Christelle Mol /  Virginie Delvingt –  Petra Schrott /  Maria Luisa Mur 15–6 15–2
- Elena Rybkina /  Vlada Chernyavskaya –  Ulrika von Pfaler /  Kristiina Tainio-Pesonen 15–3 15–5
- Gail Davies /  Rachele Edwards –  Tove Hol /  Ellen Berg 15–4 15–11

### Achtelfinale
- Dorte Kjær /  Nettie Nielsen –  Irina Serova /  Svetlana Belyasova 18–16 15–10
- Kirsten Schmieder /  Katrin Schmidt –  Camilla Silwer /  Marianne Wikdal w.o.
- Christine Magnusson /  Maria Bengtsson –  Ciara Doheny /  Ann O’Sullivan 15–4 15–10
- Elinor Allen /  Jennifer Allen –  Petra Michalowsky /  Monika Cassens 18–17 15–14
- Eline Coene /  Erica van Dijck –  Carol Munster /  Maeve Moynihan 15–0 15–5
- Lotte Olsen /  Grete Mogensen –  Margit Borg /  Charlotta Wihlborg 15–12 13–18 15–6
- Gillian Clark /  Gillian Gowers –  Christelle Mol /  Virginie Delvingt 15–13 15–0
- Elena Rybkina /  Vlada Chernyavskaya –  Gail Davies /  Rachele Edwards 15–6 15–1

### Viertelfinale
- Dorte Kjær /  Nettie Nielsen –  Kirsten Schmieder /  Katrin Schmidt 11–15 15–10 15–5
- Christine Magnusson /  Maria Bengtsson –  Elinor Allen /  Jennifer Allen 15–2 15–8
- Eline Coene /  Erica van Dijck –  Lotte Olsen /  Grete Mogensen 15–10 18–17
- Gillian Clark /  Gillian Gowers –  Elena Rybkina /  Vlada Chernyavskaya 15–5 15–5

### Halbfinale
- Dorte Kjær /  Nettie Nielsen –  Christine Magnusson /  Maria Bengtsson 13–15 15–5 15–3
- Eline Coene /  Erica van Dijck –  Gillian Clark /  Gillian Gowers 15–10 11–15 17–15

### Finale
- Dorte Kjær /  Nettie Nielsen –  Eline Coene /  Erica van Dijck 15–5 15–6

## Mixed

### 1. Runde
- Jon Holst-Christensen /  Grete Mogensen –  Dave Wright /  Joanne Muggeridge 15–2 15–5
- Kai Abraham /  Monika Cassens –  Jeliazko Valkov /  Diana Koleva w.o.
- Jens Olsson /  Maria Bengtsson –  Mika Heinonen /  Ulrika von Pfaler 7–15 15–1 15–6
- Nikolai Sujew /  Irina Serova –  Volker Renzelmann /  Christine Skropke w.o.
- Jan Paulsen /  Gillian Gowers –  Jerzy Dołhan /  Bożena Haracz 15–10 15–7
- Peter Ferguson /  Ann O’Sullivan –  Broddi Kristjánsson /  Þórdís Edwald 15–1 15–10
- Michael Keck /  Katrin Schmidt –  Klaus Fischer /  Sigrun Ploner 15–2 15–5
- Andrei Antropow /  Viktoria Pron –  Dan Travers /  Jennifer Allen 15–1 15–5
- Jan-Eric Antonsson /  Maria Bengtsson –  David Gilmour /  Alison Gordon 15–5 15–3
- Vitaliy Shmakov /  Vlada Chernyavskaya –  Tony Tuominen /  Kristiina Tainio-Pesonen 15–8 15–0
- Stephan Kuhl /  Kirsten Schmieder –  Erik Meijer /  Erica van Dijk 15–12 5–15 15–11
- Thomas Mundt /  Petra Michalowsky –  Andrew Spencer /  Hilary Tarleton 15–4 15–3
- Jesper Knudsen /  Lotte Olsen –  Kenny Middlemiss /  Elinor Allen 15–6 15–12
- Segey Sevryukov /  Svetlana Belyasova –  Csaba Kiss /  Andrea Dakó 15–2 15–0
- Max Gandrup /  Gillian Clark –  Nick Ponting /  Cheryl Johnson 15–4 15–6
- Stefan Frey /  Anne-Katrin Seid –  Thore Næss /  Marianne Wikdal 15–3 15–5

### Achtelfinale
- Jon Holst-Christensen /  Grete Mogensen –  Kai Abraham /  Monika Cassens 15–6 15–5
- Jens Olsson /  Maria Bengtsson –  Nikolai Sujew /  Irina Serova 15–1 15–0
- Jan Paulsen /  Gillian Gowers –  Peter Ferguson /  Ann O’Sullivan 15–4, 15–3
- Michael Keck /  Katrin Schmidt –  Andrei Antropow /  Viktoria Pron 18–17 15–4
- Jan-Eric Antonsson /  Maria Bengtsson –  Vitaliy Shmakov /  Vlada Chernyavskaya 15–6 15–10
- Stephan Kuhl /  Kirsten Schmieder –  Thomas Mundt /  Petra Michalowsky 15–6 15–7
- Jesper Knudsen /  Lotte Olsen –  Segey Sevryukov /  Svetlana Belyasova 15–10 17–16
- Max Gandrup /  Gillian Clark –  Stefan Frey /  Anne-Katrin Seid 15–6 15–5

### Viertelfinale
- Jon Holst-Christensen /  Grete Mogensen –  Jens Olsson /  Maria Bengtsson 15–2 15–6
- Jan Paulsen /  Gillian Gowers –  Michael Keck /  Katrin Schmidt 15–7, 15–6
- Jan-Eric Antonsson /  Maria Bengtsson –  Stephan Kuhl /  Kirsten Schmieder 15–3 15–5
- Jesper Knudsen /  Lotte Olsen –  Max Gandrup /  Gillian Clark 17–15 15–11

### Halbfinale
- Jon Holst-Christensen /  Grete Mogensen –  Jan Paulsen /  Gillian Gowers 15–7, 15–6
- Jan-Eric Antonsson /  Maria Bengtsson –  Jesper Knudsen /  Lotte Olsen 15–3 15–5

### Finale
- Jon Holst-Christensen /  Grete Mogensen –  Jan-Eric Antonsson /  Maria Bengtsson 15–7, 15–8

## Mannschaften

### Endstand
- 1.  Dänemark
- 2.  Schweden
- 3.  England
- 4.  Sowjetunion
- 5.  Niederlande
- 6.  Schottland
- 7.  BRD
- 8.  Polen
- 9.  Irland
- 10.  Finnland
- 11.  Wales
- 12.  Norwegen
- 13.  Belgien
- 14.  Österreich
- 15.  Island
- 16.  Tschechoslowakei
- 17.  Bulgarien
- 18.  DDR
- 19.  Ungarn
- 20.  Schweiz
- 21.  Frankreich
- 22.  Italien
- 23.  Spanien
- 24.  Zypern

## Medaillenspiegel
| Pos. | Land        | Gold | Silber | Bronze | Total |
| ---- | ----------- | ---- | ------ | ------ | ----- |
| 1    | Dänemark    | 5    | 1      | 3      | 9     |
| 2    | England     | 1    | 2      | 4      | 7     |
| 3    | Schweden    | 0    | 2      | 3      | 5     |
| 4    | Niederlande | 0    | 1      | 1      | 2     |